# 毛道里·伊隆瑙
毛道里·伊隆瑙（匈牙利語：Madary Ilona，1916年6月23日—2003年6月11日），匈牙利女子竞技体操运动员。她曾代表匈牙利获得1936年夏季奥运会体操比赛女子团体全能铜牌。她于2003年在布达佩斯去世。